# Гарволин
Гарволин (пољ. Garwolin) град је у Пољској у Војводству мазовском. По подацима из 2012. године број становника у месту је био 17 147.
.

## Становништво
| 2012.  |
| ------ |
| 17 147 |